# Anne Victor Denis Hurault de Vibraye
Pour les articles homonymes, voir Hurault.
Anne Denis Victor Hurault de Vibraye, 7e marquis de Vibraye (Paris, 4 octobre 1767 - Cheverny, 8 juillet 1843) est un homme politique et militaire français.

## Biographie

### Vie privée
Il est le fils de Louis Hurault de Vibraye, 6e marquis de Vibraye (1833-1802) et de Marie Louise Félicité d'Angran d'Alleray (1745-1827).

### Vie publique
Il est officier de cavalerie au moment de la Révolution française. Il émigre avec son père et devient alors colonel et aide de camp de Monsieur, depuis Charles X, roi de France.
Le jeune marquis de Vibraye est également chevalier d'honneur de madame la Dauphine et cofondateur de la société secrète des Chevaliers de la Foi.
Il est nommé pair de France le 17 août 1815 (lettres patentes du 20 décembre 1817, sans majorat), il siège dans la majorité ultraroyaliste, vote pour la mort dans le procès du maréchal Ney, est promu maréchal de camp le 1er octobre 1823, et quitte la Chambre haute à la révolution de Juillet 1830 pour ne pas prêter serment au nouveau régime.
En 1825, le marquis de Vibraye  rachète le château de Cheverny qui a appartenu à sa famille avant la Révolution, de 1404 à 1755 : il fait combler les fossés au Sud, et abattre les communs du XVIIIe siècle. 

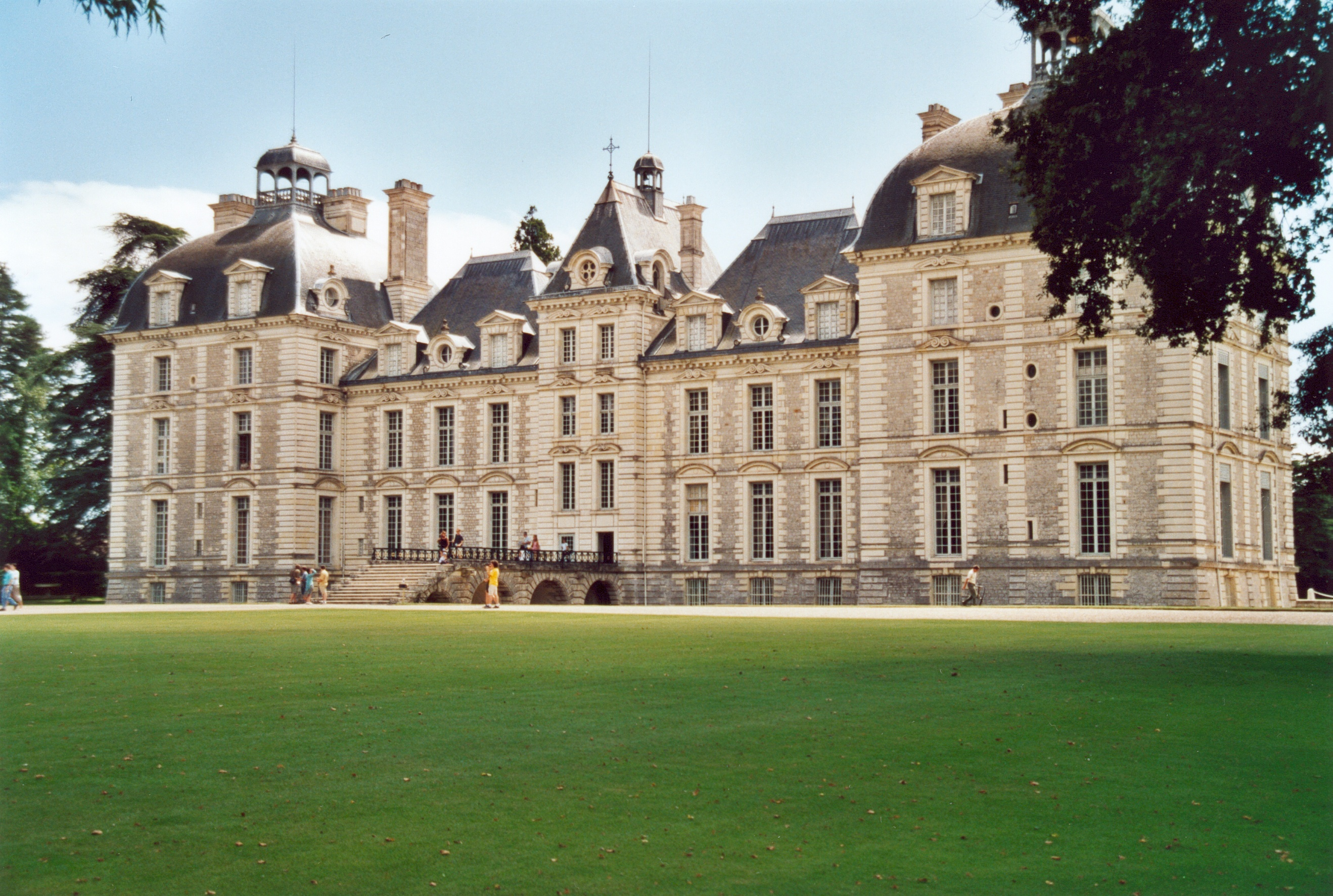
Le château de Cheverny, demeure ancestrale de la famille Hurault.

## Famille
Il épouse, le 30 octobre 1804, Alexandrine Nicole de La Luzerne (1773-1827), fille de César de La Luzerne et de Marie-Adélaïde d'Angran d'Alleray. Ils ont un enfant.
- Paul Hurault de Vibraye, 8e marquis de Vibraye (26 juillet 1809 - 28 octobre 1868) épouse Gabrielle Augustine de Loménie de Brienne (21 septembre 1817 - 15 décembre 1904), dont descendance.

## Distinctions

### Décorations françaises
- Chevalier de l'Ordre du Saint-Esprit (5 février 1824)
- Chevalier de l'Ordre de Saint-Michel (5 février 1824)
- Chevalier de la Légion d'honneur (décret du 23 mai 1825)[2].
- Chevalier de l'Ordre royal et militaire de Saint-Louis
- Décoration du Lys